# Michael Accurti von Königsfels
Michael Freiherr Accurti von Königsfels, avstrijski admiral, * 8. maj 1775, † 5. februar 1850.

## Pregled vojaške kariere
Napredovanja
- kontraadmiral: 6. junij 1832
- podmaršal: 17. marec 1843